# Henri Cordier
Henri Cordier (New Orleans, 8 agosto 1849 – Parigi, 16 marzo 1925) è stato un linguista, storico, scrittore e orientalista francese.
Fu Presidente della Société de Géographie (francese, "Società Geografica") di Parigi. Cordier fu un'eminente figura nello sviluppo degli studi est-asiatici e centro-asiatici in Europa alla fine del XIX e all'inizio del XX secolo. Benché avesse una scarsa conoscenza effettiva della lingua cinese, Cordier ebbe un impatto particolarmente forte sullo sviluppo degli studi cinesi, e fu mentore del celebre sinologo francese Édouard Chavannes.

## Biografia
Cordier nacque a New Orleans, Louisiana, negli Stati Uniti. Arrivò in Francia nel 1852; e la sua famiglia si trasferì a Parigi nel 1855. Fu educato al Collège Chaptal e in Inghilterra.
Nel 1869 all'età di 20 anni, partì per Shanghai, dove lavorò in una banca inglese. Durante i due anni successivi, pubblicò parecchi articoli in giornali locali. Nel 1872, fu nominato bibliotecario della filiale della Cina settentrionale della Royal Asiatic Society. In questo periodo, circa venti articoli furono pubblicati nello Shanghai Evening Courier, nel North China Daily News e nel Journal of the North China Branch of the Royal Asiatic Society.

## Carriera
Nel 1876, fu nominato segretario di un programma del governo cinese per studenti cinesi che studiavano in Europa.
A Parigi, Cordier fu professore all'École spéciale des Langues orientales, che è nota oggi come l'Istituto nazionale delle lingue e civiltà orientali (Institut national des langues et civilisations orientales, INALCO). Entrò nella facoltà nel 1881; e fu professore dal 1881 al 1925.
Cordier fu professore anche all'École Libre des Sciences Politiques, che è nota oggi come la Fondazione nazionale delle Scienze Politiche (Fondation Nationale des Sciences Politiques) e all'Istituto di Studi Politici di Parigi (Istituto di studi politici di Parigi).

## Contributi alla sinologia
Sebbene avesse solo una lieve conoscenza della lingua, Cordier diede importanti contributi alla sinologia.
"Cordier," come la Bibliotheca Sinica "è spesso affettuosamente chiamata," è "la bibliografia enumerativa standard" di 70.000 opere sulla Cina fino al 1921. Anche se l'autore non conosceva il cinese, aveva completa e ampia familiarità con le pubblicazioni europee. Endymion Wilkinson loda Cordier anche per aver incluso i titoli completi, spesso i sommari e le recensioni della maggior parte dei libri.
Cordier fu redattore fondatore di T'oung Pao, che fu la prima rivista internazionale di studi cinesi. Insieme a Gustaaf Schlegel, contribuì a fondare questa eminente pubblicazione nel 1890.

## Onorificenze
- Royal Asiatic Society, membro onorario, 1893.[2]
- Royal Geographic Society, membro corrispondente, 1908.[2]
- Académie des inscriptions et belles-lettres, membro, 1908.[2]
- Société Asiatique, vice-presidente, 1918-1925.[2]
- Société de Géographie, Presidente, 1924-1925.[1]

## Opere scelte
Gli scritti pubblicati di Cordier comprendono 1.033 opere in 1.810 pubblicazioni in 13 lingue e 7.984 fondi bibliotecari.
- Bibliotheca sinica. Dictionnaire bibliographique des ouvrages relatifs à l'Empire chinois, Vol. 1; Vol. 2. (1878-1895)
- Bibliographie des œuvres de Beaumarchais (1883)
- La France en Chine au XVIIIe siècle: documents inédits/publiés sur les manuscrits conservés au dépôt des affaires étrangères, avec une introduction et des notes (1883)
- Mémoire sur la Chine adressé à Napoléon Ier: mélanges,  Vol. 1; Vol. 2; di F. Renouard de Ste-Croix, a cura di Henri Cordier. (1895-1905)
- Les Origines de deux établissements français dans l'Extrême-Orient: Chang-Haï, Ning-Po, documents inédits, publiés, avec une introduction et des notes (1896)
- La Révolution en Chine: les origines (1900)
- Conférence sur les relations de la Chine avec l'Europe. (1901)
- L'Imprimerie sino-européenne en Chine: bibliographie des ouvrages publiés en Chine par les Européens au XVIIe et au XVIIIe siècle. (1901)
- Dictionnaire bibliographique des ouvrages relatifs à l'Empire chinois: bibliotheca sinica, Vol. 1;  Vol. 2; Vol. 3; Vol. 4. (1904-1907)
- The Book of Ser Marco Polo : vol.1 The Book of Ser Marco Polo : vol.2 con Henry Yule (1903)
- Ser Marco Polo : vol.1 (1910)
- L'Expédition de Chine de 1860, histoire diplomatique, notes et documents (1906)
- Bibliotheca Indosinica. Dictionnaire bibliographique des ouvrages relatifs à la péninsule indochinoise (1912)
- Bibliotheca Japonica. Dictionnaire bibliographique des ouvrages relatifs à l'empire Japonais rangés par ordre chronologique jusqu'à 1870 (1912)
- Mémoires Concernant l'Asie Orientale : vol.1 Mémoires Concernant l'Asie Orientale : vol.2 Mémoires Concernant l'Asie Orientale : vol.3 (1913)
- Le Voyage à la Chine au XVIIIe siècle. Extrait du journal de M. Bouvet, commandant le vaisseau de la Compagnie des Indes le Villevault (1765-1766) (1913)
- Cathay and the Way Thither: being a Collection of Medieval Notices of China (1913)
- Bibliographie stendhalienne (1914)
- La Suppression de la compagnie de Jésus et la mission de Péking (1918)
- The travels of Marco Polo (1920), con Henry Yule
- Histoire générale de la Chine et de ses relations avec les pays étrangers: depuis les temps les plus anciens jusqu'à la chute de la dynastie Mandchoue,  Vol. I, Depuis les temps les plus anciens jusqu'à la chute de la dynastie T'ang (907); Vol. 2, Depuis les cinq dynasties (907) jusqu'à la chute des Mongols (1368); Vol. 3, Depuis l'avènement des Mings (1368) jusqu'à la mort de Kia K'ing (1820);  Vol. 4, Depuis l'avènement de Tao Kouang (1821) jusqu'à l'époque actuelle. (1920-1921)
- La Chine. (1921)
- La Chine en France au XVIIIe siècle (Paris, 1910)
- Chine : vol.1